# Jean Doukas Kamatéros
Jean Doukas Kamatéros (en grec : Ἰωάννης Δούκας Καματηρός), souvent appelé Jean Doukas dans les sources est un aristocrate byzantin qui vécut lors de la deuxième moitié du XIIe siècle et fut l'un des principaux officiers militaires de le cette époque.

## Biographie
La carrière de Jean Doukas s'étala sur un demi-siècle. Durant cette période, selon l'historien Démétrios Polémis, il occupa peut-être la place la plus prééminente parmi tous les hauts dignitaires byzantins. C'était un cousin de l'empereur Manuel Ier Comnène et il détenait les titres de sébaste et de protosébaste et peut-être d’oikeios. Il était proche de l'empereur, buvant souvent avec lui. Nicétas Choniatès met en avant ses dons en matière de beuveries, soulignant qu'il était capable de boire plus que n'importe quel étranger. Il était aussi réputé pour son appétit. Plus officiellement, il occupa les postes de grand hétériarque, d'éparque de Constantinople et de logothète du drome. Selon certains historiens, il occupa aussi les fonctions de epi ton deeseon et du kritus tou velum (juge du vélum) mais rien ne le corrobore. 
Nicétas Choniatès décrit l'une des rivalités de Jean avec Théodore Styppéiotès, alors epi tou kanikleiou (responsable de l'encrier impérial) jusqu'à son aveuglement par l'empereur en 1158 ou 1159. Selon Choniatès, Jean ressentait mal l'influence de Théodore qui lui était inférieur dans la hiérarchie aulique. Néanmoins, son poste de responsable de l'encrier lui conférait une grande proximité auprès de l'empereur, lui permettant de faire passer ses idées plus facilement. Pour se débarrasser de Théodore, Jean inventa une correspondance entre Théodore et le roi de Sicile Guillaume II de Sicile et s'arrangea pour qu'elle soit découverte. Théodore Styppéiotès fut alors accusé de trahison, sa langue coupée et ses yeux crevés, des châtiments classiques dans l'Empire byzantin. Selon d'autres auteurs, d'autres raisons ont en fait présidé à cette chute et les détails donnés par Nicétas Choniatès ont été démontrés comme étant incohérents chronologiquement par l'historien Otto Kresten,. Néanmoins, l'affirmation de Nicétas selon laquelle Jean devint mésazon avant d'être remplacé par Michel Hagiothéodorite est probablement bonne, étant donné le niveau de proximité de Nicétas avec la cour impériale.
Jean fut aussi général et ambassadeur. Vers 1150, il conduisit une armée contre les Serbes. En 1155-1156, l'empereur l'envoya à Ancône avec Michel Paléologue, pour persuader le Saint-Empereur Frédéric Barberousse de s'allier aux Byzantins contre le royaume de Sicile. Si l'alliance ne se fit pas, il remporta plusieurs victoires en Italie du Sud mais souffrit d'une lourde défaite à Brindisi le 28 mai 1156 et fut capturé. La Chanson de Jehan de Lançon est un poème épique français qui narra ses exploits lors de cette campagne. Il fut libéré au début de l'année 1158 dans le cadre d'un traité qu'il contribua à négocier entre les Normands et les Byzantins lors de sa captivité. 
En 1164, il fut de nouveau à la tête d'une campagne en Serbie puis d'une invasion du royaume de Hongrie deux ans plus tard, laissant une croix monumentale comprenant une inscription célébrant son succès. En 1177, il est envoyé au royaume de Jérusalem pour renouveler l'alliance avec Baudouin IV contre l'Egypte. Après la mort de Manuel, son fils Alexis II Comnène est trop jeune pour régner. La régence est assurée par la veuve de Manuel et son favori, le protosébaste Alexis Comnène. Jean faisait partie de l'opposition à cette régence. Néanmoins, quand la fille de Manuel, Marie Comnène, se rebella contre Alexis, il joua les intermédiaires. Il fut ensuite nommé gouverneur de Nicée qu'il occupait encore quand intervint le soulèvement victorieux d'Andronic Ier Comnène. Ce dernier tenta d'obtenir le soutien de Jean qui lui refusa. Il échappa à la politique de répression sanglante d'Andronic et reçut les faveurs d'Isaac II Ange quand ce dernier renversa Andronic. En 1188-1189, il servit deux fois comme ambassadeur auprès de Frédéric Barberousse lorsque ce dernier entreprit de traverser le territoire impérial à l'occasion de la troisième croisade, s'assurant que le moins de troubles ne soit causé par cet événement.